# Cristina Hirici
Cristina Alina Hirici (* 6. April 1992 in Bukarest) ist eine rumänische Tischtennisspielerin.

## Werdegang
Erstmals trat sie 2005 auf, wo sie an den Schüler-Europameisterschaften teilnahm. Dort erreichte sie im Einzel und Doppel das Viertelfinale. Weitere Auftritte folgten 2006, wo sie bei derselben Veranstaltung drei Medaillen holte, nämlich Bronze im Einzel und Doppel, sowie Silber mit der Mannschaft. Im Jahr 2007 wurde sie Neunte beim Jugend-TOP-10 Turnier, bei der Schüler-EM konnte sie im selben Jahr den ersten Platz im Einzelwettbewerb erreichen. 
Auch an der Jugend-Weltmeisterschaft konnte sie teilnehmen, wo sie nach einer Niederlage gegen China mit der Mannschaft die Goldmedaille gewinnen konnte. Im Jahr 2008 wurde sie wieder Zweite beim Jugend-TOP-10 Turnier, bei der Weltmeisterschaft für Erwachsene konnte sie mit der Mannschaft immerhin das Viertelfinale erreichen. 2009 holte die Rumänin Gold im Einzel sowie mit der Mannschaft bei der Jugend-WM, bei der EM war sie Teil der rumänischen Mannschaft, die überraschend Silber gewann. 2010 gewann sie bei demselben Turnier wieder Silber, bei der Jugend-EM konnte sie wieder drei Medaillen holen.
Im Jahr 2011 konnte sie nur an der Weltmeisterschaft in Rotterdam teilnehmen, scheiterte jedoch im Einzel nach der Qualifikation in der ersten Runde. Durch wenig Turniere und starke Konkurrenz im eigenen Land konnte sie sich nicht für die Olympischen Spiele 2012  in London qualifizieren. Sie nahm unter anderem aber an der Europameisterschaft in Schwechat teil, wo sie im Doppel mit Bernadette Szőcs das Viertelfinale erreichen konnte. Auch 2014 war sie wenig aktiv, konnte jedoch mit der Mannschaft erneut ins Viertelfinale einziehen. Mit Siegen über Schweden, Australien und Ungarn trug sie dazu bei.
Im Jahr 2015 schaffte sie es, bei der Europameisterschaft Silber mit dem Team zu holen, nach der Weltmeisterschaft 2016 in Kuala Lumpur beendete sie ihre Karriere als Tischtennisspielerin.

## Größte Erfolge
Erfolge von Cristina Hirici:
- Jugend-Europameisterin mit der Mannschaft 2009 und 2010
- Schüler-Europameisterin im Einzel 2007
- Vize-Gewinnerin Jugend-TOP-10 im Einzel 2008
- Vize-Europameisterin mit der Mannschaft 2010, 2013 und 2015
- Vize-Weltmeisterin mit der Mannschaft 2007